# Cycnia antica
Cycnia antica är en fjärilsart som beskrevs av Walker 1856. Cycnia antica ingår i släktet Cycnia och familjen björnspinnare. Inga underarter finns listade i Catalogue of Life.